# Эскадренные миноносцы типов Ch, Co и Cr
Эскадренные миноносцы типов Ch, Co и Cr — тип эскадренных миноносцев, состоявший на вооружении Королевских ВМС Великобритании во время и после Второй мировой войны, спущенные на воду в 1943—1944 годах. Развитие типа «Са» с новой универсальной системой управления артогнём. Из-за её большого веса пришлось пойти на снятие одного ТА и сокращение количества глубинных бомб. Однотипная флотилия, «Се» или 15-я чрезвычайная флотилия была отменена и перезаложена как тип «Уипон».

## История создания и особенности конструкции

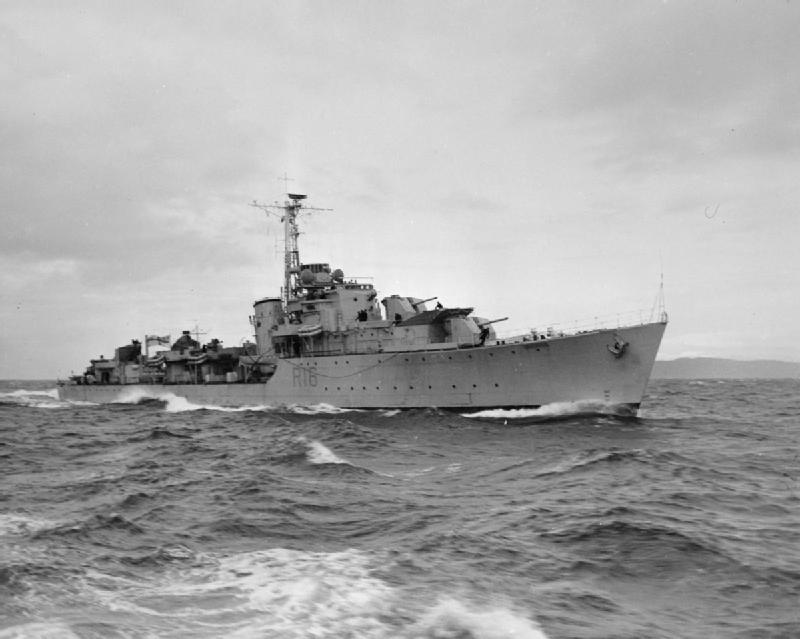
эскадренный миноносец HMCS Crescent

От типа «Са» отличались новой системой управления огнём. Из-за её большого веса пришлось снять один торпедный аппарат и ослабить противолодочное вооружение. До конца войны успели вступить в строй 4 корабля (2 типа «Ch», 1 — «Со» и 1 — «Сг»), один из них, «Crescent», вошёл в состав флота Канады.

## Конструкция

### Архитектурный облик
Повторяли предыдущий тип.

### Энергетическая установка

#### Главная энергетическая установка
Главная энергетическая установка включала в себя два трёхколлекторных Адмиралтейских котла с пароперегревателями и два одноступенчатых редуктора, четыре паровых турбины Парсонса. Две турбины (высокого и низкого давления) и редуктор составляли турбозубчатый агрегат. Размещение ГЭУ — линейное. Котлы размещались в изолированных отсеках, турбины — в общем машинном отделении, при этом были отделены от турбин водонепроницаемой переборкой.
Рабочее давление пара — 21,2 кгс/см² (20,5 атм.), температура — 332 °C.

#### Дальность плавания и скорость хода
Проектная мощность составляла 40 000 л. с., что должно было обеспечить скорость хода не менее 36 узлов.
Запас топлива хранился в топливных танках, вмещавших 615 тонн мазута, что обеспечивало дальность плавания 4675 миль 20-узловым ходом.
Гребные винты имели диаметр 3,2 м.

### Вооружение
Артиллерия главного калибра (ГК) у эсминцев повторяла предшественников: 113-мм универсальные орудия Mk. IV с длиной ствола 45 калибров, в четырёх установках Mark V . Максимальный угол возвышения 55°, склонения 5°. Масса снаряда 25 кг, начальная скорость 746 м/с. Орудия обладали скорострельностью 14 выстрелов в минуту.

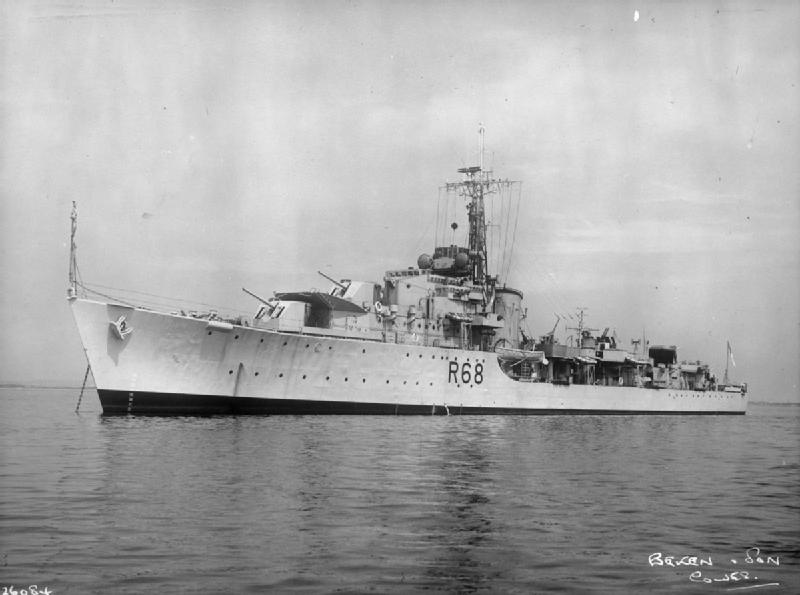
Эскадренный миноносец HMS Crispin в 1946 году

#### Зенитное вооружение
Зенитное вооружение составляли пара одиночных Пом-Помов, пара одиночных 20-мм «эрликона» и спаренный «Бофорс».

#### Торпедное вооружение
Торпедное вооружение включало в себя один 533-мм четырёхтрубный торпедный аппарат. Торпеды Mk.IX** состоявшие на вооружении с 1939 года имели максимальную дальность 11 000 ярдов (10 055 м) ходом 41 узел. Боеголовка содержала 810 фунтов (367 кг) торпекса (42 % тола, 40 % гексогена, 18 % алюминиевой пудры)— в полтора раза более мощного взрывчатого вещества чем тринитротолуол.

## Служба и модернизации
Эсминцы не успели принять участие в боевых действиях Второй мировой войны.

## Список эсминцев типа

### тип Ch
| Номер вымпела | Название   | Верфь-строитель               | Дата закладки      | Дата спуска на воду | Дата вступления в состав флота | Судьба                            |
| ------------- | ---------- | ----------------------------- | ------------------ | ------------------- | ------------------------------ | --------------------------------- |
| R52           | Chaplet    | John I. Thornycroft & Company | 29 апреля 1943     | 18 июля 1944        | 24 августа 1945                | продан на слом 1965 году          |
| R61           | Chequers   | Scotts                        | 4 мая 1943         | 30 октября 1944     | 28 сентября 1945               | продан на слом 1966 году          |
| R51           | Chevron    | Scotts                        | 18 марта 1943 года | 23 февраля 1944     | август 1945                    | искл. в 1965, слом 1969           |
| R36           | Chieftain  | Scotts                        | 27 Июня 1943 года  | 26 Февраля 1945 г.  | 7 Марта 1946 года              | Продан на слом 1961               |
| R29           | Charity    | Thornycroft, Woolston         | 9 июля 1943        | 30 ноября 1944      | 19 ноября 1945                 | передан Пакистану 16 декабря 1958 |
| R90           | Cheviot    | Alex. Stephen                 | 27 апреля 1943     | 2 мая 1944          | 11 декабря 1945                | Продан на слом 1962               |
| R91           | Childers   | William Denny & Brothers      | 27 ноября 1943     | 27 февраля 1945     | 19 декабря 1945                | Продан на слом 1963               |
| R21           | Chivalrous | Denny                         | 27 ноября 1943     | 22 июня 1945        | 13 мая 1946                    | передан Пакистану 29 июня 1954    |

## Оценка проекта
| Сравнительные ТТХ                    |                                              |                              |                                                      |                                                             |                                              |                                          |
| Тип                                  | «Флетчер»                                    | «Югумо»                      | «Z»                                                  | «Ch», «Co» и «Cr»                                           | «Стоктон»                                    | «Сольдати»                               |
| Построено единиц                     | 175                                          | 19                           | 16                                                   | 24                                                          | 48                                           | 19                                       |
| Размерения Д×Ш×О, м                  | 114,8×12,05×4,19                             | 117,0×10,8×3,76              | 110,6×10,9×4,3                                       | 110,6×10,9×4,4                                              | 106,15×11,0×4,01                             | 106,7×10,2×3,58                          |
| Водоизмещение, стандартное/полное, т | 2325/2924                                    | 2077/2520                    | 1780/2560                                            | 1825/2535                                                   | 1838/2572                                    | 1715/2290                                |
| Артиллерийское вооружение            | 127-мм/38 — 5×1, 40-мм/56 — 5×2, 20-мм — 7×1 | 127-мм/50 — 3×2, 25-мм — 2×2 | 114-мм/45 — 4×1, 40-мм/56 — 1×2, 20-мм —6 (2×1, 2×2) | 114-мм/45 — 4×1, 40-мм/56 — 1×2, 40-мм/40 — 2×1, 20-мм —2×1 | 127-мм/38 — 4×1, 40-мм/56 — 2×2, 20-мм — 4×1 | 120-мм/50 — 2×2, 13,2-мм — 12 (4×2, 4×1) |
| Торпедное вооружение                 | 2 × 5 — 533-мм                               | 2 × 4 — 610-мм               | 2 × 4 — 533-мм                                       | 1 × 4 — 533-мм                                              | 1 × 5 — 533-мм                               | 2 × 3 — 533-мм                           |
| Энергетическая установка             | ПТ, 60 000 л. с.                             | ПТ, 52 000 л. с.             | ПТ, 40 000 л. с.                                     | ПТ, 40 000 л. с.                                            | ПТ, 50 000 л. с.                             | ПТ, 48 000 л. с.                         |
| Максимальная скорость, узлов         | 36,5                                         | 35,5                         | 36                                                   | 36                                                          | 35                                           | 38                                       |
| Дальность плавания, морские мили     | 6500 на 15 узлах                             | 5000 на 18 узлах             | 4675 на 20 узлах                                     | 4675 на 20 узлах                                            | 3675 на 20 узлах 6500 на 12 узлах            | 2200 на 20 узлах                         |